# Boidinia permixta
Boidinia permixta är en svampart som beskrevs av Boidin, Lanq. & Gilles 1997. Boidinia permixta ingår i släktet Boidinia och familjen kremlor och riskor.   Inga underarter finns listade i Catalogue of Life.